# Jon Bellion
Jonathan David Bellion, detto Jon (Lake Grove, 26 dicembre 1990), è un cantante, rapper e produttore discografico statunitense.
È noto per il suo singolo All Time Low. Bellion ha pubblicato quattro mixtape e due album in studio. Il suo primo, The Human Condition, è stato pubblicato il 10 giugno 2016 e ha debuttato al numero cinque della Billboard 200. Ha pubblicato il suo secondo album in studio, Glory Sound Prep, il 9 novembre 2018.
Attualmente ha un contratto con Visionary Music Group e Capitol Records. Bellion anche fornito la voce per l'EDM canzone 2015 "Beautiful Now" di Zedd e ha aperto i concerti dalla terza tappa del Twenty One Pilots "Emotional Roadshow World Tour".

## Biografia
Nato e cresciuto sull'isola di Long Island, nello stato di New York, ha origini italiane, la sua famiglia viene da Napoli. Ha pubblicato il primo mixtape nel 2011, mentre nel 2012 ha firmato un contratto discografico con la Visionary Music Group. È coautore del brano The Monster di Eminem e Rihanna (2013), mentre è coautore e produttore di Trumpets di Jason Derulo (2012). Tra il febbraio 2013 ed il settembre 2014 ha pubblicato altri tre mixtape.
Nel 2015, oltre ad aver pubblicato alcuni singoli, collabora con Zedd per il singolo Beautiful Now e con B.o.B per Violence (dall'album Psycadelik Thoughtz). Anticipato dal singolo All Time Low, nel giugno 2016 pubblica il suo primo album in studio The Human Condition. Nell'aprile 2017 pubblica il secondo brano estratto dall'album, Overwhelming.
Il 10 ottobre 2018 annuncia l'uscita del suo secondo album in studio Glory Sound Prep in arrivo il 9 novembre 2018. Il 19 ottobre pubblica il primo brano estratto dall'album, Conversations with my Wife, Il 26 pubblica il secondo singolo estratto dall'album, JT. Il 2 novembre 2018 pubblica il terzo brano estratto dall'album, Stupid Deep.

## Discografia

### Album in studio
- 2016 – The Human Condition
- 2018 – Glory Sound Prep
- 2025 - FATHER FIGURE

### Mixtape
- 2011 – Scattered Thoughts Vol. 1
- 2013 – Translations Through Speakers
- 2013 – The Separation
- 2014 – The Definition

### Singoli
Come artista principale
- 2013 – Jim Morrison
- 2014 – Simple & Sweet
- 2014 – Luxury
- 2014 – Carry Your Throne
- 2015 – Woodstock (Psychadelic Fiction)
- 2016 – Guillotine (feat. Travis Mendes)
- 2016 – 80's Films
- 2016 – Maybe IDK
- 2016 – All Time Low
- 2017 – Overwhelming
- 2018 – Conversations with my Wife
- 2018 – JT
- 2018 – Stupid Deep

Come artista ospite
- 2015 – Beautiful Now (Zedd feat. Jon Bellion)
- 2016 – Dead Presidents (Travis Mendes feat. Jon Bellion)
- 2017 – Obsession (Vice feat. Jon Bellion)

## Riconoscimenti
- Grammy Award
  - 2022 - Candidatura all'album dell'anno per Justice (Triple Chucks Deluxe)
  - 2023 - Candidatura all'album dell'anno per Special
  - 2024 - Candidatura alla registrazione dell'anno per Worship
  - 2024 - Candidatura all'album dell'anno per World Music Radio